# Левин, Гейл (искусствовед)
Гейл Левин (англ. Gail Levin; род. 1948) — американский искусствовед, биограф, художник и заслуженный профессор истории искусств, американских исследований, женских исследований и гуманитарных наук в Барух-колледже и Городского университета Нью-Йорка. Является исследователем творчества Эдварда Хоппера, специалистом в арт-феминизме, в абстрактном экспрессионизме, во влиянии наследия ашкеназ на модернизм и в американском модернизме. Левин была первым куратором коллекции Хоппера в Музее американского искусства Уитни.

## Биография
Левин родилась и выросла в Атланте, штат Джорджия, где окончила среднюю школу Нортсайд. Получила степень бакалавра Симмонс-колледежа в 1969 году и степень магистра в области изобразительно искусства в Университете Тафтса в 1970 году, а в 1976 году получила докторскую степень по истории искусств в Ратгерском университете.

## Художественная карьера

### Художник
Как художница Левин специализируется на фотографии, фотомонтаже и коллажах. Её работы выставлялись, в рамках персональной выставки, в Национальной ассоциации женщин-художников в её Нью-Йоркской галерее весной 2014 года.
Левин также опубликовала несколько книг со своими фотографиями, в том числе «Места Хоппера», сборника фотографии фактических мест, которые представлены на картинах Эдварда Хоппера. В своём обзоре 1985 года о похожей выставке, организованной Левин, Вивьен Рейнор написала в «Нью-Йорк Таймс»:

«„Места Хоппера“, выставка, которая посвящена как приглашённому куратору Гейл Левин, так и её теме… Мисс Левин создала небольшую репутацию фотографа, и именно в этом качестве она теперь исследует свой предмет… Выводы мисс Левин неизменно поучительны, поскольку, она приходит к выводу, что склонность Хоппера к удлинённым структурам была отражением его собственной большой натуры».

В этой книге Левин также анализирует изменения, сделанные Хоппером в его картинах. С тех пор как она начала этот концептуальный художественный проект в 1970-х годах, ряд фотографов подражали её проекту.

### Куратор
В Музее американского искусства Уитни Левин была куратором ряда значительных художественных выставок, включая «Эдвард Хоппер: гравюры и иллюстрации» (1979) и «Эдвард Хоппер: искусство и художник» (1980); «Синхромизм и американская цветовая абстракция, 1910—1925» (1978); и совместно с куратором Робертом Хоббсом: «Абстрактный экспрессионизм: годы становления» (1978).

### Писатель
Левин является автором «Эдвард Хоппер: Каталог причин». Она опубликовала книги со своими фотографиями, в том числе «Места Хоппера» и «Марсден Хартли в Баварии».
Левин является автором трёх биографий: «Эдвард Хоппер: интимная биография», «Стать Джуди Чикаго: биография художника» и «Биография Ли Краснер». Левин также возглавила недавнее «возрождение» художницы Терезы Бернштейн (1890—2002), выпустив и отредактировав книгу «Тереза Бернштейн: век в искусстве», монографию с эссе. Работа была выполнена совместно четырьмя её аспирантами и двумя другими учёными.

## Избранные произведения
- Lee Krasner: A Biography (2011)[15]
- Ethics and the Visual Arts, co-edited with Elaine A. King (2006)[16]
- Becoming Judy Chicago: A Biography of the Artist (2007)
- Aaron Copland’s America, co-authored with Judith Tick (2000)[17]
- Edward Hopper: An Intimate Biography (1995)
- Edward Hopper: A Catalogue Raisonne (1995)
- Theme and Variation: Kandinsky and the American Avant-garde, 1912—1950 (1992)
- Marsden Hartley in Bavaria (1989)
- Twentieth-Century American Painting: The Thyssen-Bornemisza Collection (1988)
- Hopper’s Places (1985)
- Edward Hopper (1984)
- Edward Hopper: Gli anni della formazione (1981)
- Edward Hopper: The Art and the Artist (1980)
- Edward Hopper as Illustrator (1979)
- Edward Hopper: The Complete Prints (1979)
- Abstract Expressionism: The Formative Years, co-authored with Robert C. Hobbs (1978)
- Synchromism and American Color Abstraction, 1910—1925 (1978)